# TGF bêta 3
Le TGF bêta 3 est l'un des trois facteur de croissance transformant (TGF de l'anglais transforming growth factor) de type bêta. Son gène est le TGFB3 situé sur le chromosome 14 humain.

## En médecine
La mutation du gène peut entraîner un syndrome malformatif associant une masse musculaire réduite, une petite taille, une arthrogrypose, une hypotonie, une uvule bifide ou des signes apparentés avec un syndrome de Loeys-Dietz. Elle est décrite dans certains cas d'anévrisme ou de dissection aortique.